# JSON Feed
JSON Feed ist in der Computertechnik ein Standard für Web-Feeds. Statt in XML wie bei den Web-Feed-Formaten RSS und Atom werden die Inhalte in JSON kodiert. JSON Feed wurde 2017 spezifiziert.
Eine Reihe von Softwarebibliotheken und Webframeworks ermöglichen die Veröffentlichung von JSON Feeds.
In Feedreadern wie etwa NetNewsWire und Reeder können JSON Feeds abonniert und gelesen werden.